# Hercitis flavosquamosa
Hercitis flavosquamosa är en skalbaggsart som beskrevs av Moser 1924. Hercitis flavosquamosa ingår i släktet Hercitis och familjen Melolonthidae. Inga underarter finns listade i Catalogue of Life.